# Machův vlnostroj

Soubor 12 kyvadel.

Machův vlnostroj je soubor kyvadel z roku 1867, který se nazývá po fyzikovi Ernstu Machovi.

## Princip
Různá délka kyvadel, která je vhodně volena, zapříčiňuje, že mají kyvadla i různou dobu kmitu. K opětovnému zfázování kyvadel dochází pro společný násobek period kmitů.